# Piper acutamentum
Piper acutamentum är en pepparväxtart som beskrevs av C. Dc.. Piper acutamentum ingår i släktet Piper och familjen pepparväxter. Inga underarter finns listade i Catalogue of Life.